# Trenck (Adelsgeschlecht)

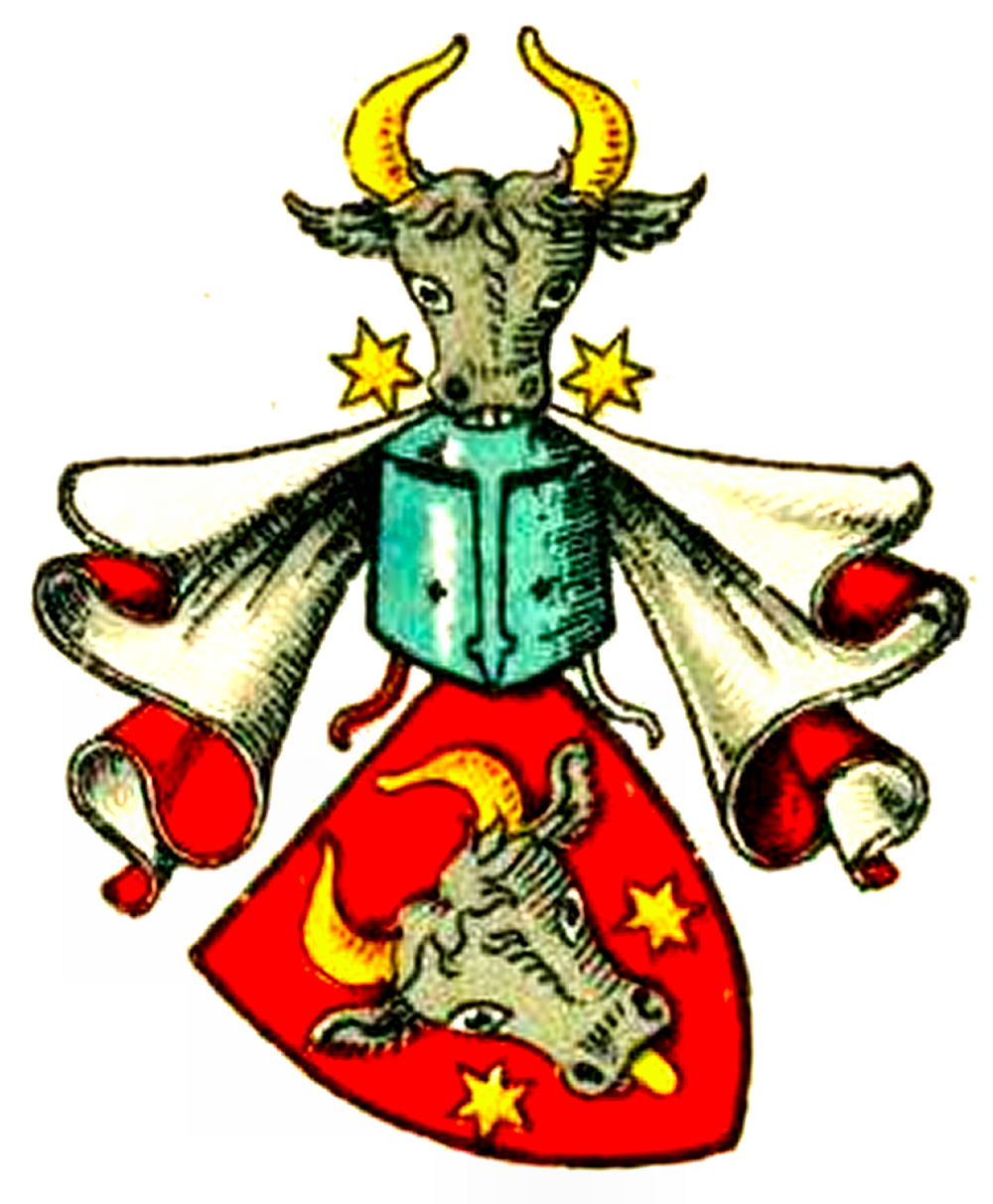
Stammwappen derer von der Trenck gen. Stier

Die Familie Trenck, Trenk, von der Trenck gen. Stier, auch Freiherren und Grafen, ist eines der alten ostpreußischen einheimischen Adelsgeschlechter, die bis in die Gegenwart fortbestehen. Ihr gleichlautender Stammsitz befindet sich im ehemaligen samländischen Kreis Primorsk (dt. Fischhausen in Ostpreußen).

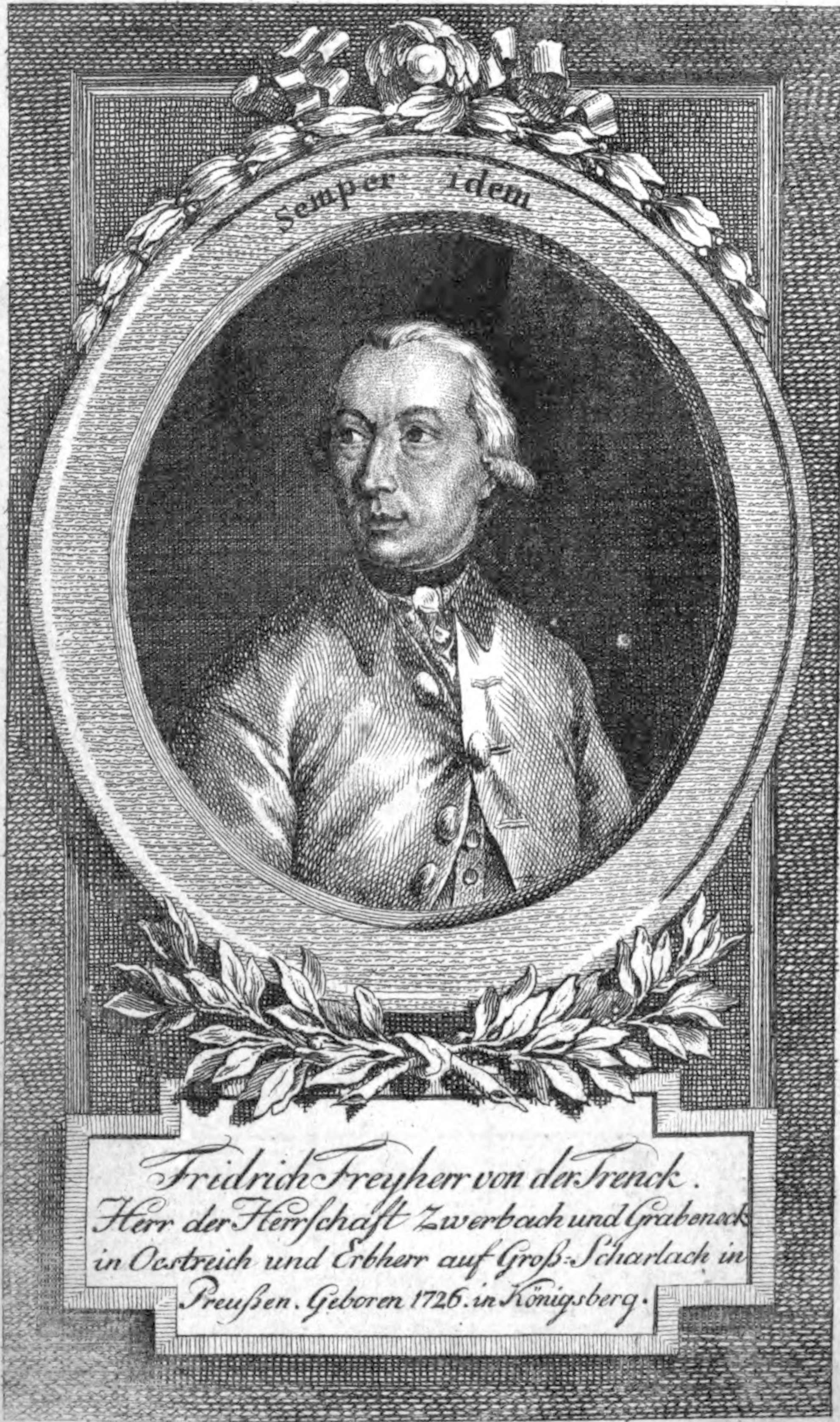
Friedrich von der Trenck

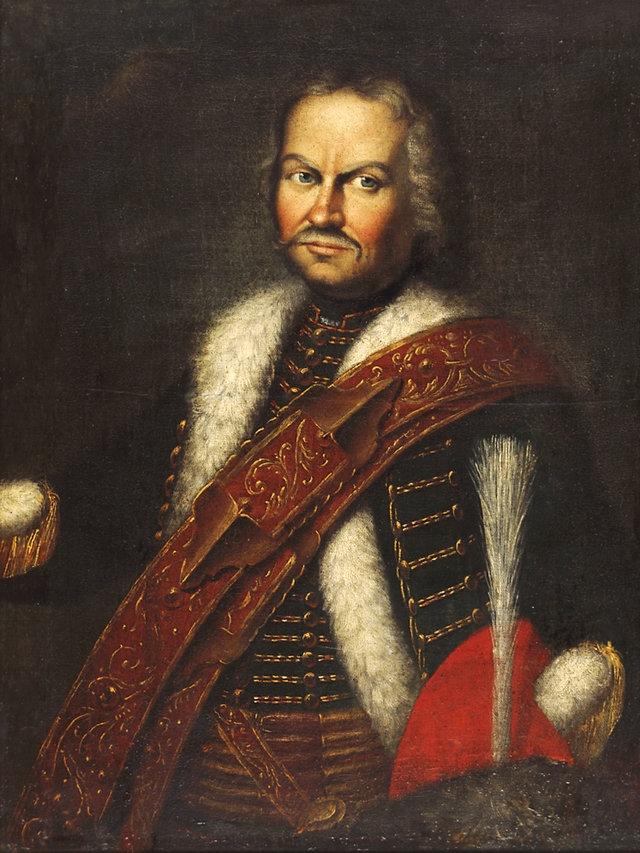
Franz von der Trenck

## Geschichte
Die Familie ist ein altes, schon im 13. und 14. Jahrhundert vorkommendes Rittergeschlecht, das von Herzog Albrecht von Preußen am 25. Oktober 1533 mit den scharlacker Gütern im Amte Labiau, so wie vom Kurfürsten Friedrich Wilhelm I. von Brandenburg am 5. April 1652 mit dem Gute Goldbach unweit Wehlau belehnt wurde und auch mehrere andere Güter erwarb. Johann Albrecht v. d. Trenck gen. Stier war 1655 Hofgerichts-Präsident zu Königsberg und Christian v. d. Trenck gen. Stier kurbrandenburgischer Rittmeister. Christian v. d. Trenck hatte zwei Söhne, von denen der ältere, Christoph Ehrenreich († 1740) königlich preußischer Generalmajor und Vater mehrere Kinder, der Stammvater der preußischen v. d. Trenck wurde. Johann Heinrich, der zweite Sohn von Christoph Ehrenreich, trat zur katholischen Kirche über und erwarb die Herrschaft Prestorat in Slavonien und starb im Jahre 1742 als k.k. Oberst und Kommandant der Festung Leuchta. Johann Heinrich gründete in Österreich eine Nebenlinie der Familie, welche aber schon wieder mit dessen Sohn, Franz Freiherr v.d. Trenck, k.k. Panduren Oberst (1711–1759 Spielberg bei Brünn) erlosch.
Die gesicherte Stammreihe der Familie beginnt mit Augustin von der Trenck im Jahre 1404.
Schon früh teilte sich die Familie in drei Linien:
- Linie Kapstücken (russisch: Tulskoje, Rajon Polessk, nicht mehr existent): Eintragung in das königlich sächsische Adelsbuch am 13. April 1907 unter Nr. 255 für den emeritierten Pfarrer in Greiz Albert von der Trenck, Superintendent und Fürstlich reußischer Konsistorialrat,
- Linie Meyken (heute russisch: Maiskoje, Rajon Polessk):  Preußische Namens- und Wappenvereinigung mit denen der Freiherrn von Königsegg als Freiherrn von der Trenck genannt von Königsegg, Berlin den 9. Mai 1825 für August von der Trenck auf Sporwitten bei Prawdinsk (Friedland in Ostpreußen), der seit dem 21. Dezember Adoptivsohn der Sophie Freiin von Königsegg war,
- Linie Schakaulack (russisch: Malaja Lipowka, Rajon Polessk, nicht mehr existent): Erbländisch-österreichischer Ritterstand, Wien 8. April 1783 für Friedrich von der Trenck auf Schakaulack, heute Rajon Polessk (Kreis Labiau in Ostpreußen) und auf Zwerbach in Niederösterreich, K.K. Oberstwachtmeister, Preußischer Grafenstand mit Wappenvermehrung für dessen Bruder Karl Albrecht von der Trenck, Fideikommissherr auf Schakaulack. Diese gräfliche Linie ist im Mannesstamm erloschen.[3]

## Wappen
Das Stammwappen zeigt in Rot einen gold gehörnten und bezungten vorwärtsgerichteten Kopf eines silbernen Auerochsen, unten beseitet von zwei sechsstrahligen goldenen Sternen. Auf dem Helm mit rot-silbernen Helmdecken das Schildbild.

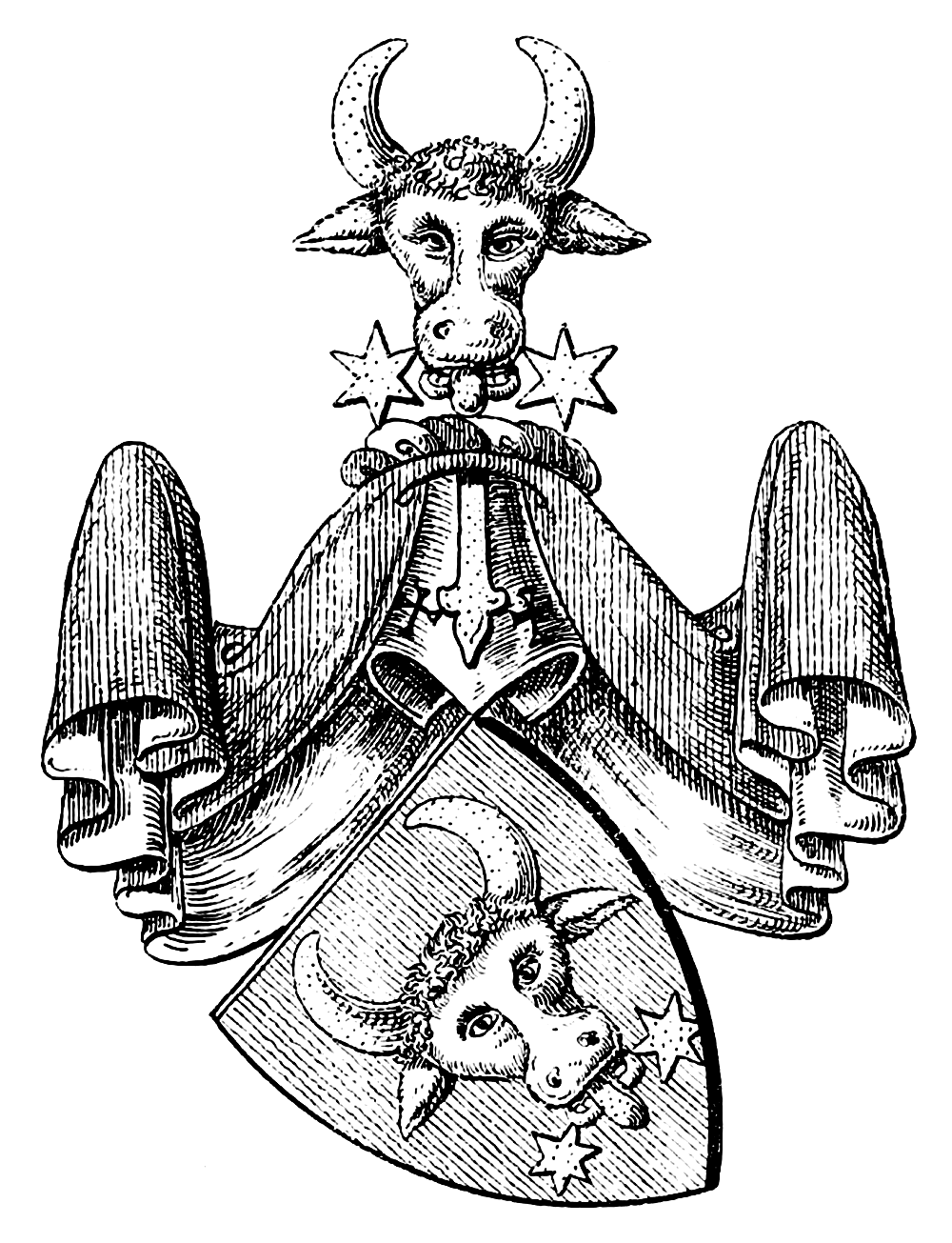
Stammwappen derer von der Trenck gen. Stier
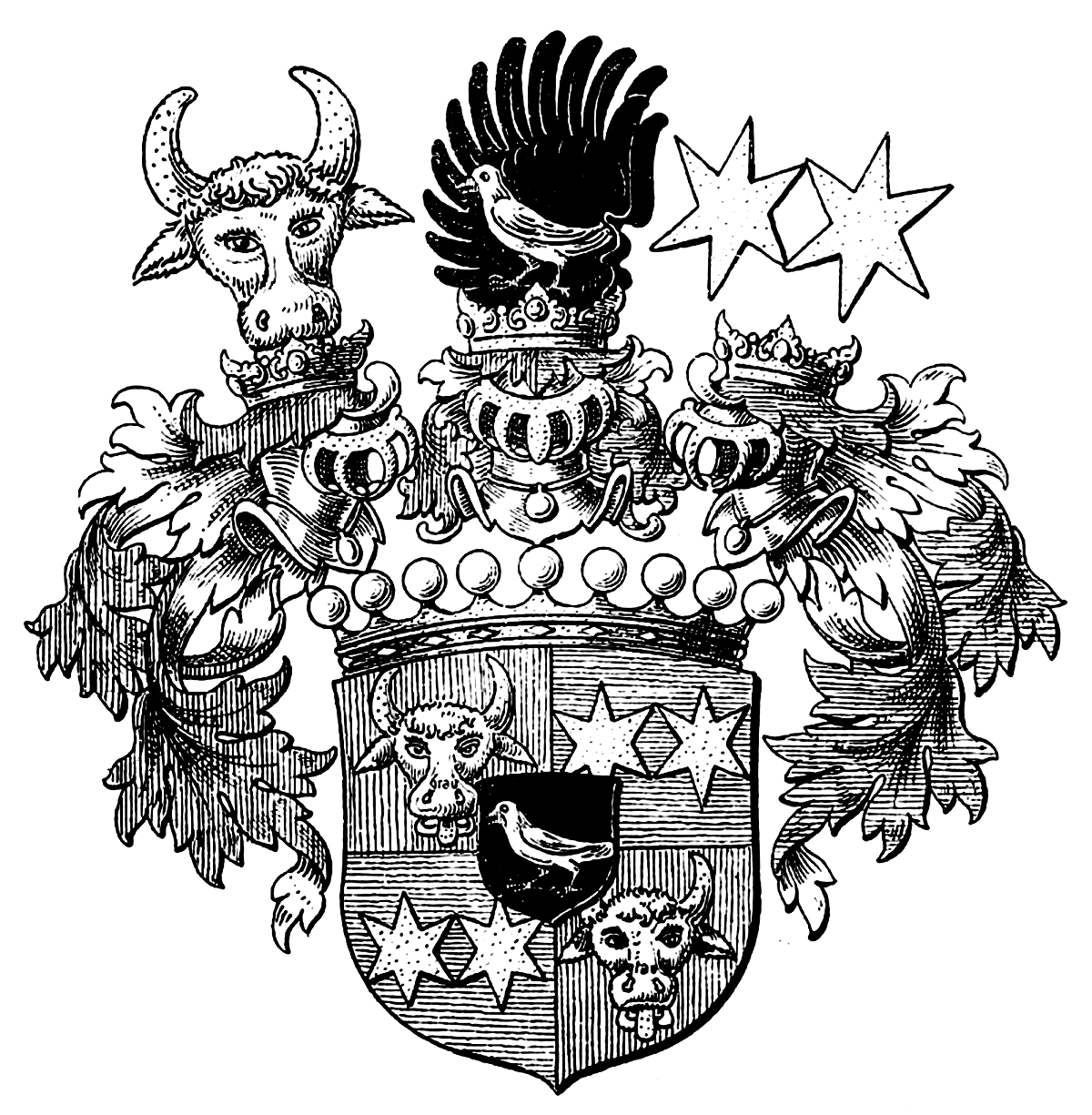
Wappen der Grafen von der Trenck gen. Stier (1798)

## Bekannte Familienmitglieder
- Alfred von der Trenck (1880–1967), deutscher Komponist und Kirchenmusiker
- Christoph Ehrenreich von der Trenck (1677–1740), preußischer Generalmajor
- Charlotte Wilhelmina Elsbeth Armfelt zu Kurland und Selmgallen (1794–1853) ∞ Franz Ambrosius von der Trenck
- Friedrich von der Trenck (1727–1794), preußischer Offizier und Autor
- Friedrich Ludwig von der Trenck (1731–1797), preußischer Generalmajor
- Franz von der Trenck (1711–1749), österreichischer Offizier, der „Pandur“
- Siegfried von der Trenck (1882–1951), deutscher Schriftsteller
- Wilhelm von der Trenck (1803–1881), preußischer Generalleutnant